# Het kompas
Het kompas is een kunstwerk in Amsterdam-Zuid.
Het bestaat uit een mozaïek van de hand van Fabrice Hünd; het is een van zijn vier megamozaïeken binnen Amsterdam (gegevens 2018). Hij bracht in 2006 duizenden steentjes en scherven aan op een bijgebouwtje op het Marie Heinekenplein, dat er wat verloren bijstond en slachtoffer was van allerlei vernielzucht. Het kreeg de titel Het kompas omdat het midden in de stad zou staan, hetgeen arbitrair is. Het bevat figuraties die verwijzen naar verre oorden. Er is een  inuit te zien met ijsbeer, maar ook vrouwen uit zuidelijke oorden met bijbehorende dieren. Het kompas was geïnspireerd op de situatie van het gebouwtje, bijna in het middelpunt van de stad. Het kan dus dienen als een soort windroos. Overigens moest het toegangsdeurtje vrij blijven van steentjes; de scharnieren zouden het gewicht niet kunnen dragen. De deur is een nooduitgang van de onderliggende parkeergarage. Hünd paste wat zelfcensuur toe; hij beeldde voorheen mensen meestal naakt af; iedereen heeft op Het kompas kleren aan maar op het zuidwesten is nog één tepel te zien, aldus de kunstenaar in Pijpelijntjes.   